# Joan Saubich
Joan Saubich Mir, más conocido como Joan Saubich, (Sarriá de Ter, 7 de noviembre de 1989) es un exjugador de balonmano español que jugaba en la posición de extremo derecho. Su último club fue el FC Barcelona.
Fue convocado con la Selección de balonmano de España para el Torneo Internacional de Polonia en 2015, sin embargo, no pudo disputar el torneo por lesión.

## Carrera
Joan Saubich comenzó su carrera como jugador de balonmano en la cantera del FC Barcelona a la que llegó en 2004. A partir de 2007 alternó varias participaciones con el primer equipo, sin embargo, el gran nivel de la plantilla barcelonista le hacía tener pocos minutos en el club blaugrana, motivo por el que fue cedido en 2009 al Club Balonmano Huesca.
Después de esta cesión regresa al club azulgrana, que lo vuelve a ceder durante dos años al Club Balonmano Huesca, y tras esta cesión, vuelve a marcharse cedido, esta vez al Naturhouse La Rioja.
A su vuelta de cesión regresó al FC Barcelona, donde jugó durante dos temporadas, antes de marcharse al Pays d'Aix HB en 2015, en busca de minutos.
Su gran rendimiento en el club francés, hicieron que en 2016 regresase al FC Barcelona.
El 10 de julio de 2017, y con solamente 27 años de edad, se retira de la práctica del balonmano profesional con la intención de proseguir sus estudios universitarios.

## Palmarés

### FC Barcelona
- Liga Asobal (4): 2011, 2014, 2015, 2017
- Copa Asobal (3): 2014, 2015, 2017
- Supercopa de España (4): 2008, 2009, 2014, 2015
- Copa del Rey de Balonmano (4): 2009, 2014, 2015, 2017
- Liga de Campeones de la EHF (2): 2011, 2015
- Mundialito de clubes (2): 2014, 2015

## Clubes
- FC Barcelona (2004-2017)
- BM Huesca (2009-2010) (cedido)
- BM Huesca (2011-2013) (cedido)
- Naturhouse La Rioja (2013) (cedido)
- Pays d'Aix HB (2015-2016) (cedido)